# William B. Widnall

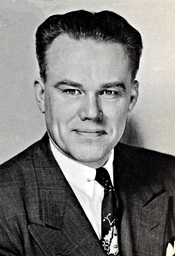
William B. Widnall

William Beck Widnall (* 17. März 1906 in Hackensack, New Jersey; † 28. Dezember 1983 in Ridgewood, New Jersey) war ein US-amerikanischer Politiker. Zwischen 1950 und 1974 vertrat er den Bundesstaat New Jersey im US-Repräsentantenhaus.

## Werdegang
William Widnall besuchte die öffentlichen Schulen seiner Heimat und studierte danach bis 1926 an der Brown University in Providence (Rhode Island). Nach einem anschließenden Jurastudium an der New Jersey Law School und seiner 1932 erfolgten Zulassung als Rechtsanwalt begann er in Hackensack in diesem Beruf zu arbeiten. Gleichzeitig schlug er als Mitglied der Republikanischen Partei eine politische Laufbahn ein. Zwischen 1946 und 1950 war er Abgeordneter der New Jersey General Assembly.
Nach dem Rücktritt des Abgeordneten J. Parnell Thomas wurde Widnall bei der fälligen Nachwahl für den siebten Sitz von New Jersey als dessen Nachfolger in das US-Repräsentantenhaus in Washington, D.C. gewählt, wo er am 6. Februar 1950 sein neues Mandat antrat. Nach zwölf Wiederwahlen konnte er bis zu seinem Rücktritt am 31. Dezember 1974 im Kongress verbleiben. Im August 1968 war Widnall Delegierter zur Republican National Convention in Miami Beach, auf der Richard Nixon als Präsidentschaftskandidat nominiert wurde. In seine Zeit im Kongress fielen der Kalte Krieg, der Koreakrieg, die Bürgerrechtsbewegung, der Vietnamkrieg und die Watergate-Affäre. 1974 unterlag Widnall dem Demokraten Andrew Maguire. Er trat am 31. Dezember 1974, vier Tage vor dem offiziellen Ende der Legislaturperiode, von seinem Mandat zurück.
Von 1975 bis 1981 fungierte William Widnall als Vorsitzender der Bundeskommission für elektronischen Zahlungsverkehr. Er starb am 28. Dezember 1983 in Ridgewood.